# Pteris hirsutissima
Pteris hirsutissima är en kantbräkenväxtart som beskrevs av Ren-Chang Ching. Pteris hirsutissima ingår i släktet Pteris och familjen Pteridaceae. Inga underarter finns listade.